# 3BMeteo
3BMeteo è un portale italiano di previsioni meteorologiche con sede principale a Ponte San Pietro,  in provincia di Bergamo. Nasce come sito web per poi dare il via alla società 3BMeteo S.r.l., del gruppo Meteosolutions S.r.l. azienda meteo compliant WMO.

## Storia
La prima versione del sito online di 3bmeteo viene lanciata all'inizio del 1999 – per iniziativa di Massimo Bettinelli, Sergio Brivio, Lorenzo Badellino e di Sergio Panseri, che è il webmaster del progetto –, appoggiandosi al server statunitense Hypermart.net di Seattle, che offriva in quel periodo spazio hosting gratuito in cambio di inserzioni pubblicitarie tramite banner. Sergio Panseri registra a suo nome il dominio 3bmeteo.com su networksolutions.com a casa di Massimo Bettinelli nel mese di dicembre 1998. Le prime versioni del sito vengono realizzate personalmente con pagine statiche da Sergio Panseri, utilizzando Microsoft Frontpage e con Macromedia Dreamweaver, per pubblicare le previsioni meteorologiche realizzate quotidianamente dagli amici Massimo Bettinelli, Sergio Brivio e Lorenzo Badellino. Nei primi anni di attività il sito viene gradualmente arricchito di funzionalità interattive con largo impiego di script in perl, viene ampliato nei contenuti e viene inizialmente realizzato da Sergio Panseri sulla piattaforma open source CMS Phpnuke e successivamente su piattaforma open source Joomla. Il sito web viene successivamente trasferito da Hypermart.net a uno spazio hosting Linux presso Aruba.it e poi su server dedicati presso il datacenter Colt Telecom a Milano.
Nel dicembre 2002 viene costituita la società Meteosolutions S.r.l. a cui Sergio Panseri cede a titolo gratuito la titolarità del dominio 3bmeteo.com. Il consiglio di amministrazione della società neocostituita è composto dai 4 soci fondatori: Massimo Bettinelli (amministratore delegato), Sergio Brivio, Lorenzo Badellino e Sergio Panseri. Il sito web guadagna da subito una crescente popolarità, soprattutto grazie alle strategie e alle politiche di web marketing programmate, all'efficacia delle campagne di advertising che vengono realizzate, all'ottimo ranking sul motore di ricerca virgilio.it, che all'epoca era molto utilizzato e soprattutto grazie all'affidabilità delle previsioni meteorologiche che vengono pubblicate.
A gennaio 2017 3BMeteo viene scorporata da Meteosolutions per dare vita a 3bmeteo S.r.l  
Amministratore delegato e co-fondatore dell'azienda bergamasca è Massimo Bettinelli.

## Utenza
Le previsioni di 3BMeteo vengono usate da testate giornalistiche ed emittenti radiotelevisive a diffusione nazionale, tra cui quelle facenti capo al gruppo Rizzoli-Corriere della Sera, LA7 e Paramount Channel. In particolare, fra i clienti, la 3BMeteo dichiara di aver fornito le previsioni del tempo a vari quotidiani (la Repubblica, Il Sole 24 Ore, Corriere della Sera, Avvenire, il Giornale, La Gazzetta dello Sport), settimanali (Tv Sorrisi e Canzoni, Panorama), siti web, canali televisivi e radiofonici a livello nazionale e regionale, tra cui Alice, Leonardo, Marcopolo,  emittenti regionali come Bergamo TV, TeleBoario, Antennasud, Radio 24, Radio Kiss Kiss, Virgin Radio, RTL 102.5, Radio Zeta, 7 Gold, Telebari. All'epoca invece erano su: Telemontecarlo, Rete A, Videomusic, Euro TV e TELE+.
Ad agosto 2019, il sito risultava avere una media di 1 850 441 utenti giornalieri, risultando il secondo sito italiano di meteorologia più visitato (fonte audiweb).
A maggio 2024, il sito risultava avere una media di 3 790 922 utenti giornalieri, risultando il secondo sito italiano più visitato (fonte audiweb).  